# Dendryphantes fulvipes
Dendryphantes fulvipes är en spindelart som först beskrevs av Cândido Firmino de Mello-Leitão 1943.  
Dendryphantes fulvipes ingår i släktet Dendryphantes och familjen hoppspindlar. Inga underarter finns listade i Catalogue of Life.